# Марцинкув-Гурни
Марцинкув-Гурни (пол. Marcinków Górny) — село в Польщі, у гміні Вонхоцьк Стараховицького повіту Свентокшиського воєводства.
У 1975-1998 роках село належало до Келецького воєводства.